# Any-Martin-Rieux
Any-Martin-Rieux es una comuna francesa, situada en el departamento de Aisne, de la región de Alta Francia.

## Demografía
| 693 | 631 | 559 | 498 | 525 | 505 | 506 | 476 | 457 |
| Para los censos de 1962 a 1999 la población legal corresponde a la población sin duplicidades (Fuente: INSEE [Consultar]) |     |     |     |     |     |     |     |     |